# 唐津新聞社
有限会社唐津新聞社（からつしんぶんしゃ）は、佐賀県唐津市千代田町に所在するチラシ広告の企画・制作・配布を業務としていた広告会社である。戦後長く、2008年1月1日付で廃刊になるまで、日刊地域紙（夕刊）唐津新聞を発行していたため、元・新聞社でもある。

## 概要
唐津東松浦地域のローカル情報を中心とした地域新聞、唐津新聞（夕刊）を発行していた。
発行エリアは唐津市（一部を除く）（郵送：旧東松浦郡【現在一部が唐津市と合併】・県内外）。
廃刊直前の公称発行部数は約5000部。
唐津新聞の廃刊後も会社は存続しており、現在は、集合チラシの企画・制作・配布が主な事業である。

## 歴史
- 1946年2月14日 - 唐津新聞創刊
- 1946年6月ころ - 日刊（週5～6回刊）化
- 2008年1月1日 - 廃刊

## 地域活動
- 1953年から始まった九州最古の花火大会「九州花火大会（唐津市松浦川河川敷で開催）」を2007年まで主催しており[1]、それ以外にも地域活動を積極的に行っていた。

## かつての唐津新聞社主催事業
- 食品衛生と婦人のつどい
- 唐津市民ゴルフ大会
- 九州花火大会（3000発、7月末に開催）
- 東松浦郡少年の船
- 虹の松原ファミリーマラソン
- 観月大茶会
- 唐津市軟式野球大会
- ミニバスケットボール大会

## 取扱品目
- 唐津新聞
- 集合チラシ
- たうんたうん（集合チラシ）毎週金曜日
- サンデーからつ（集合チラシ）毎週日曜日
- デジタル・コンテンツ作成・販売
- 『びびっと!からつ』 唐津ポータルサイト運営

## 関連会社
- 有限会社虹の松原自動車学校
- 共栄産業有限会社（ビルテナント業）
- 唐津印刷有限会社（印刷物全般）

## びびっと!からつ（総合通信事業部）
「びびっと!からつ」は、2006年、唐津新聞社創業60周年を機にスタートした同社の「総合通信事業部」により企画運営される唐津・東松浦郡地域のポータルサイトである。
総合通信事業部は、来るべき総合通信時代を睨み設立された部署。
テーマは「このまちが総合通信時代において存在感のある地域となることを目指す」である。
「びびっと!からつ」は唐津新聞のトップ記事を毎日更新し、広く唐津地域をアピールすることを目的としていた。
唐津新聞の廃刊後は、記事の流用ができないため更新頻度は低下しているが、独自取材による記事、ブログによる取材日記やインターネットラジオ・地元企業からの特産品プレゼント・ペット自慢・釣り情報などのコンテンツを掲載している。